# Ortocentrum

Figur 1. De tre höjderna AD, BE och CF i triangeln ABC.

Figur 2. De tre höjderna AD, BE och CF i den trubbvinkliga triangeln ABC. Deras förlängningar möts i ortocentrum, G.

Med ortocentrum avses inom geometrin den gemensamma skärningspunkten för höjderna (eller dessas förlängningar) i en triangel. Med höjd avses sträckan (det räta linjesegmentet) från ett hörn till hörnets fotpunkt på den motstående sidan (eller dess förlängning). Höjden är en så kallad cevian.

## Trianglar i planet

### Existensbevis
Givet triangeln i figur 1 med hörnet {\displaystyle B} i origo och sidan {\displaystyle {\overline {BC}}} längs x-axeln i ett kartesiskt koordinatsystem. Hörnen {\displaystyle A}, {\displaystyle B} och {\displaystyle C} har koordinaterna {\displaystyle \left(d,a\right)}, {\displaystyle \left(0,0\right)} respektive {\displaystyle \left(c,0\right)} och {\displaystyle D}, fotpunkten till {\displaystyle A} på {\displaystyle {\overline {BC}}}, har koordinaterna {\displaystyle \left(d,0\right)}. Om en sida har riktningskoefficienten {\displaystyle k}, så har höjden som är vinkelrät mot sidan riktningskoefficienten {\displaystyle -1/k}, vilket ger ekvationerna för de tre höjderna (och dessas förlängningar):
{\displaystyle 1.\ {\overline {AD}}:\ x=d}
{\displaystyle 2.\ {\overline {BE}}:\ y={\frac {c-d}{a}}\cdot x}
{\displaystyle 3.\ {\overline {CF}}:\ y=-{\frac {d}{a}}\cdot \left(x-c\right)={\frac {d}{a}}\cdot \left(c-x\right)}
Vi kallar skärningspunkten mellan {\displaystyle {\overline {AD}}} och {\displaystyle {\overline {BE}}} för {\displaystyle G}, som enligt 1 har x-koordinaten {\displaystyle d}, och får ur 2 att y-koordinaten är:
{\displaystyle y={\frac {c-d}{a}}\cdot x={\frac {c-d}{a}}\cdot d={\frac {dc-d^{2}}{a}}}
Detsamma får vi även ur 3:
{\displaystyle y={\frac {d}{a}}\cdot \left(c-x\right)={\frac {d}{a}}\cdot \left(c-d\right)={\frac {dc-d^{2}}{a}}}
Sålunda ligger {\displaystyle G} även på {\displaystyle {\overline {CF}}} och höjderna skär därmed varandra i en och samma punkt: ortocentrum.
Figur 1 visade en spetsvinklig triangel. I en trubbvinklig triangel (figur 2) får vi samma ekvationer. Riktningskoeffecienten för {\displaystyle {\overline {BE}}} är förvisso negativ, men eftersom {\displaystyle d} nu ligger på andra sidan om {\displaystyle c} tar minustecknen ut varandra:
{\displaystyle 2.\ {\overline {BE}}:\ y=-{\frac {d-c}{a}}\cdot x={\frac {c-d}{a}}\cdot x}
Om vinkeln i {\displaystyle C} är rät blir {\displaystyle D=E=C} och således även {\displaystyle G=C}, det vill säga att ortocentrum ligger i det rätvinkliga hörnet.

### Egenskaper
- Ortocentrums isogonalkonjugat är den omskrivna cirkelns medelpunkt.
- De barycentriska koordinaterna för ortocentrum är

{\displaystyle {\frac {|{\overline {BC}}|}{\cos \angle BAC}}:{\frac {|{\overline {AC}}|}{\cos \angle CBA}}:{\frac {|{\overline {AB}}|}{\cos \angle ACB}}} eller
{\displaystyle |{\overline {BC}}|\cdot \cos \angle CBA\cdot \cos \angle ACB:|{\overline {AC}}|\cdot \cos \angle ACB\cdot \cos \angle BAC:|{\overline {BC}}|\cdot \cos \angle BAC\cdot \cos \angle CBA} (Bevis).
- De trilinjära koordinaterna för ortocentrum är

{\displaystyle {\frac {1}{\cos \angle BAC}}:{\frac {1}{\cos \angle CBA}}:{\frac {1}{\cos \angle ACB}}=\sec \angle BAC:\sec \angle CBA:\sec \angle ACB}

### Ortocentriska system

Figur 3. De fyra punkterna,, och bildar ett ortocentriskt system, eftersom om tre av dem är hörn i en triangel, så är den fjärde denna triangels ortocentrum. Figuren visar de fyra möjliga trianglarna (ljusblå). De respektive trianglarnas sidor svarta (med streckade förlängningar) och de tre höjderna i respektive triangel är gröna. Punkterna, och är höjdernas fotpunkter på sidorna.

De tre triangelhörnen tillsammans med triangelns ortocentrum bildar ett ortocentriskt system, vars främsta egenskap är att de fyra olika trianglar som kan bildas av tre av punkterna har den fjärde punkten som ortocentrum. En annan viktig egenskap är att de fyra trianglarna delar niopunktscirkel och därmed även delar denna cirkels medelpunkt. Då medelpunkten ligger på Eulerlinjen innebär detta att de fyra trianglarnas Eulerlinjer skär varandra i den gemensamma medelpunkten för den gemensamma niopunktscirkeln. Då även ortocentrum ligger på en triangels Eulerlinje kan ortocentrum projiceras genom niopunktscirkeln till de övriga punkterna på Eulerlinjen, vilket leder till att även de omskrivna cirklarnas medelpunkter till de fyra trianglarna bildar ett ortocentriskt system, liksom trianglarnas tyngdpunkter.
Den i en triangel inskrivna cirkelns medelpunkt är ortocentrum i den triangel som har de vidskrivna cirklarnas medelpunkter som hörn. Således bildar även den inskrivna och de vidskrivna cirklarnas medelpunkter ett ortocentiskt system.

## Sfäriska trianglar

Figur 4. En sfärisk triangel på en sfär med mittpunkt i. Triangeln har höjderna, och. Höjdernas storcirklar skär varandra i punkterna och, triangelns båda ortocentra. Hela storcirkelplanet för sidan och för det mot detta vinkelräta storcirkelplanet för höjden har färgats, men ej övriga plan.

I en sfärisk triangel utgör sidor och höjder storcirkelbågar. Höjdens storcirkelplan är vinkelrätt mot den motstående sidans storcirkelplan. En sfärisk triangel har två ortocentra, eftersom två storcirklar alltid skär varandra i två punkter.

### Existensbevis
Betrakta den sfäriska triangeln {\displaystyle \triangle ABC} i figur 4.
Vektorn {\displaystyle {\vec {OB}}\times {\vec {OC}}} är normal mot storcirkelplanet för sidan {\displaystyle {\overline {BC}}} och sålunda parallell med storcirkelplanet för höjden {\displaystyle {\overline {AD}}}. Vektorn {\displaystyle {\vec {OA}}\times \left({\vec {OB}}\times {\vec {OC}}\right)} är därför normal mot storcirkelplanet för höjden {\displaystyle {\overline {AD}}}.
På samma sätt är {\displaystyle {\vec {OB}}\times \left({\vec {OC}}\times {\vec {OA}}\right)} normal mot storcirkelplanet för höjden {\displaystyle {\overline {BE}}} och {\displaystyle {\vec {OC}}\times \left({\vec {OA}}\times {\vec {OB}}\right)} normal mot storcirkelplanet för höjden {\displaystyle {\overline {CF}}}. Eftersom dessa tre vektorer är linjärt beroende enligt Jacobi-identiteten:
{\displaystyle {\vec {OA}}\times \left({\vec {OB}}\times {\vec {OC}}\right)+{\vec {OB}}\times \left({\vec {OC}}\times {\vec {OA}}\right)+{\vec {OC}}\times \left({\vec {OA}}\times {\vec {OB}}\right)=0}
måste de alltså antingen vara parallella eller koplanära. Att de är parallella är uteslutet eftersom detta skulle inneburit att de tre höjdernas storcirkelplan också skulle vara parallella, vilket är detsamma som att alla tre hörnen skulle ligga på samma storcirkel. Sålunda ilgger de i samma plan. De tre storcirkelplanen för höjderna är vinkelräta mot de tre vektorernas plan och eftersom de tre höjdplanen har en gemensam punkt i sfärens medelpunkt skär de alltså varandra längs samma räta linje. Denna räta linjes båda skärningspunkter med sfärens yta är således skärningspunkterna för höjdernas storcirklar och därmed triangelns båda ortocentra, {\displaystyle G} och {\displaystyle G'}.

Figur 5.

## Hur man konstruerar en höjd i en triangel med passare och rätskiva
Se figur 5.
För att konstruera en höjd till hörnet {\displaystyle A} i triangeln {\displaystyle \triangle ABC} förfar man såhär:
1. Sätt passaren i {\displaystyle A} och avsätt {\displaystyle ]{\overline {AB}}|} på {\displaystyle {\overline {BC}}} så att punkten punkten {\displaystyle D} skapas ({\displaystyle \triangle ABD} är således en likbent triangel).
2. Dra sedan cirkelbågar med medelpunkt i {\displaystyle B} och {\displaystyle D} med en radie större än halva avståndet {\displaystyle {\overline {BD}}} och kalla skärningspunkterna mellan dessa för {\displaystyle E} och {\displaystyle F}.
3. Dra en rät linje (mittpunktsnormal till {\displaystyle {\overline {BD}}}) genom {\displaystyle E} och {\displaystyle F}. Denna linje motsvarar höjden till {\displaystyle A}.